# Eudasyphora cordilleriana
Espèce
Eudasyphora cordilleriana est une espèce de diptères de la famille des Muscidae.

## Publication originale
- (en + fr) Robert Cuny, « Revision of the Genus Eudasyphora Townsend (Diptera: Muscidae), and Reflections on its Evolution », The Canadian Entomologist, Ottawa, Société d'entomologie du Canada, vol. 112, no 4,‎ 1er avril 1980, p. 345-373 (ISSN 0008-347X et 1918-3240, OCLC 01553087, lire en ligne).